# Strömmingsbådan
För andra betydelser, se Strömmingsbådan (olika betydelser).
Strömmingsbådan är en fyr på skäret Kallan i Malax kommun i Österbotten, Finland.

## Historik
Fyren ritades av överfyringenjör Gustav von Heidenstam i det svenska lotsverket år 1873. Den finska senaten lät dock saken bero och tillsatte en statskommitté om uppförandet av fyrbåkar längs Finlands kuster och dess arbete färdigställdes 1882. Vasa Handelsförening avgav 1882 ett positivt utlåtande, varpå fyren beställdes 1884 från Helsingfors Gasverks Maskinverkstad och byggdes året därpå. Fyrbyggnaden är 12 meter hög och konstruktionen har inte ändrats sedan 1800-talet. Fyren utrustades med en diopterlins av Barbier & Fenestre från Paris. Brännare och bränsle till brännaren utvecklats, liksom fyrens ljuskaraktärer. År 1923 omändras fyren till drift med acetylengas och fick då också blinkkaraktär. Fyren automatiserades 1963. Från 1987 drivs fyren med solceller.
Skeppsbefälhavarföreningen anhöll 1903 om att en mistsignalapparat skulle uppföras. Ritningar begärdes redan 1904. Sirenhuset byggs dock först efter kriget och mistlursanläggningen, som flyttats från Norrskärs fyr installeras först 1946.
Intill fyren ligger bostads- och uthusbyggnader, som varit i fyrvaktarnas bruk. För fyrmästaren och de två fyrvaktarna byggdes 1885 bostäder och förråd. Byggnaden nedmonterades 1924 för att flyttas till Rönnskärs lotsplats, där den uppfördes för att ersätta den nedgångna lotsstugan. Båda förråden på Strömmingsbådan gjordes om till bostäder och härbärgerade fyrvaktarna 1924-1948. Den nuvarande fyrvaktarbostaden uppfördes 1945-1948.